# رايموند آن
رايموند آن (بالفرنسية: Raymond Anne)‏ هو عضو في المقاومة الفرنسية ‏ فرنسي، ولد في 17 نوفمبر 1922 في Villers-Bocage, Calvados ‏ في فرنسا، وتوفي في 21 يوليو 1944 في Vassieux-en-Vercors ‏ في فرنسا.